# Al-Dżazari

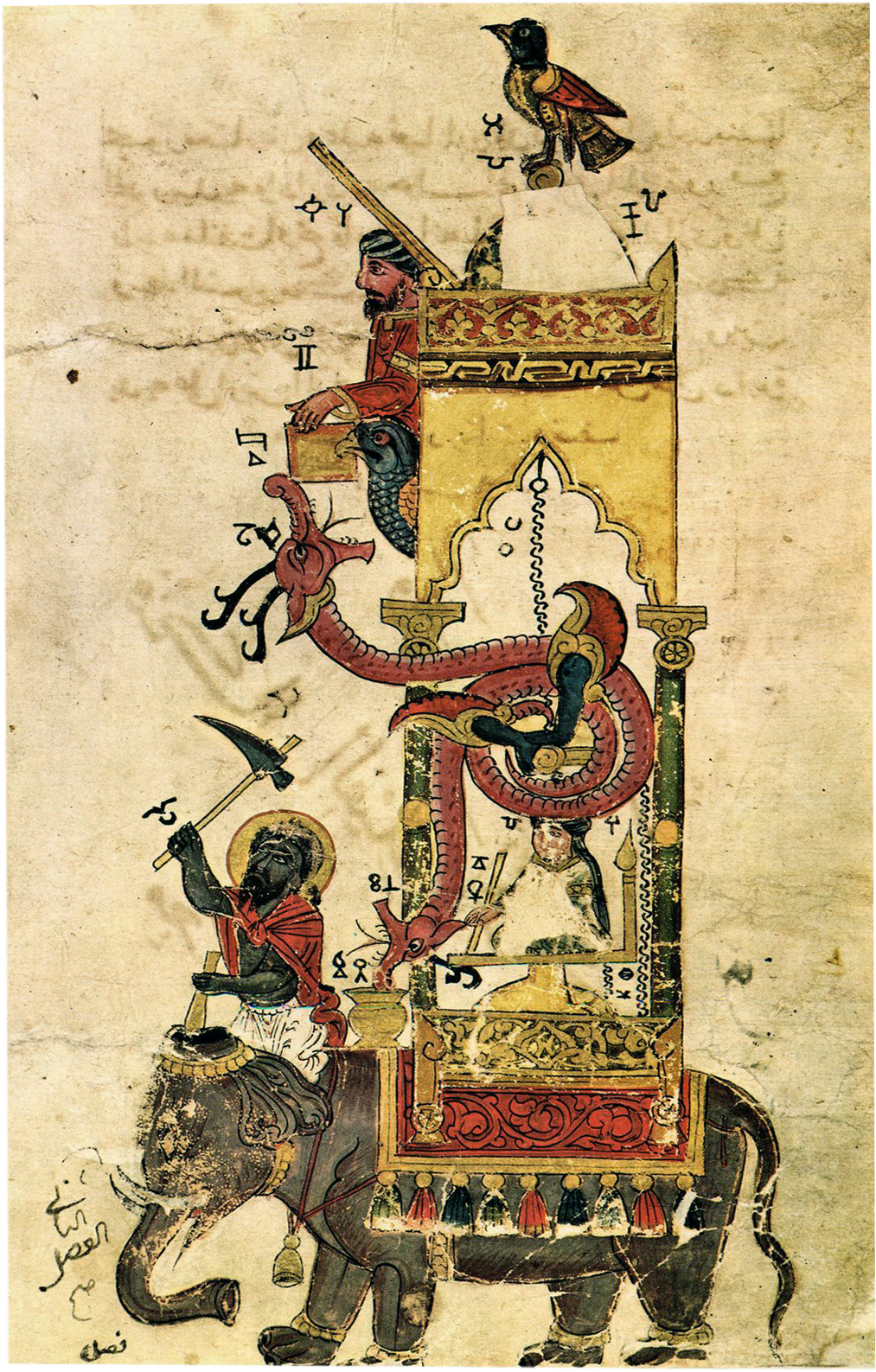
Słoniowy zegar – jeden z najbardziej znanych wynalazków Al-Dżazariego

Al-Dżazari, właściwie Badi az-Zaman Aba al-Izz ibn Isma'il ibn ar-Razzaz al-Dżazari (ur. w 1136 w Cizre, zm. w 1206) – muzułmański polihistor, alim, wynalazca, inżynier mechanik, rzemieślnik, artysta i matematyk. Autor Al-Dżami bajna al-ilm wa-al-amal an-nafi fi sina'at al-hijal (arab. الجامع بين العلم والعمل النافع في صناعة الحيل), gdzie opisał sto urządzeń mechanicznych wraz z instrukcjami, jak je zbudować.

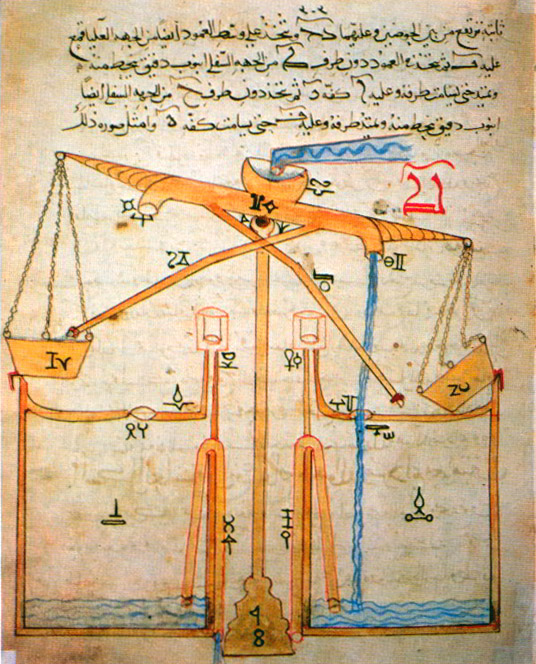
Schemat urządzenia wodnego z Al-Dżami bajna al-ilm wa-al-amal an-nafi fi sina'at al-hijal (1206)

## Projekty

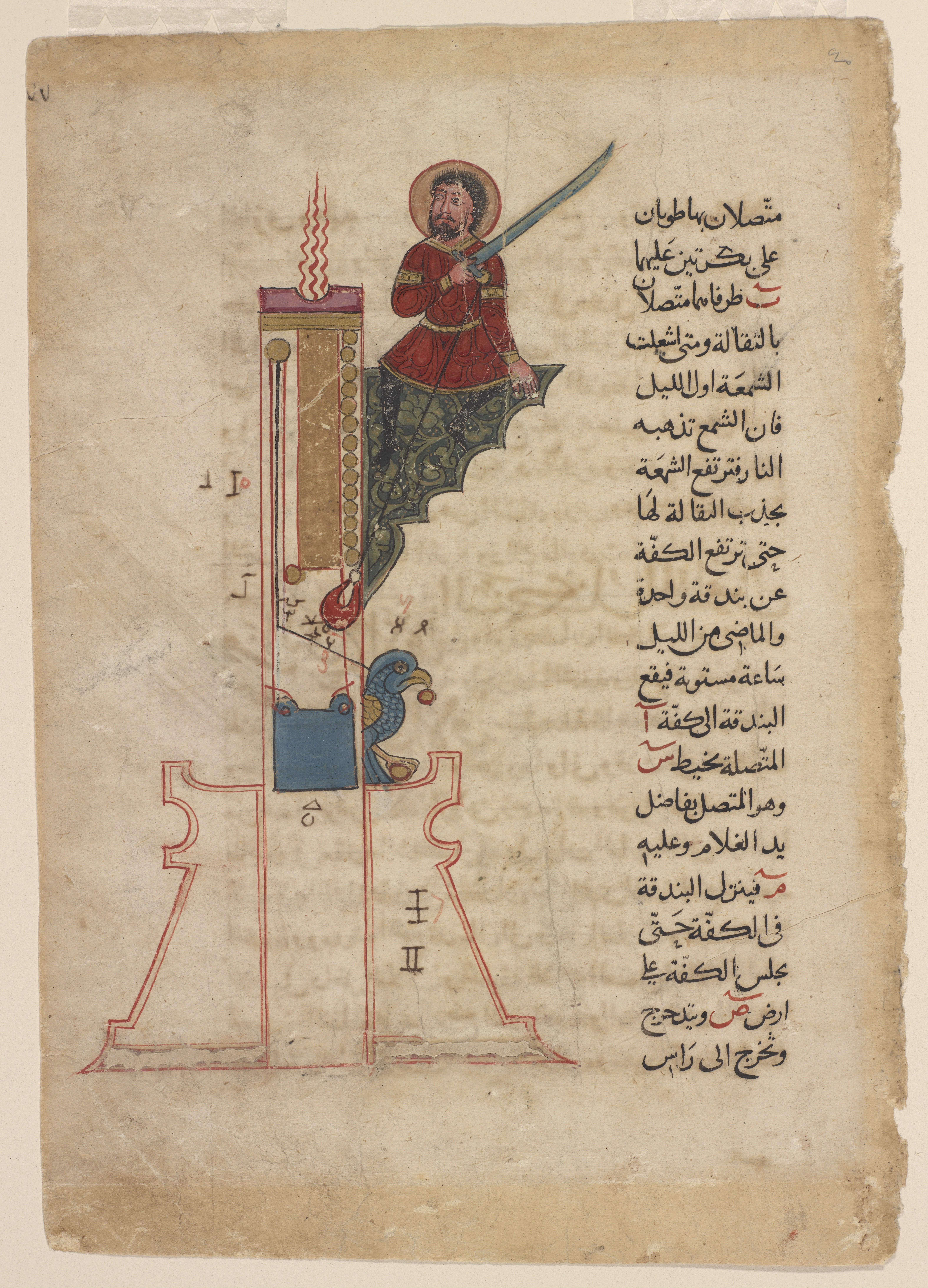
Jedna ze świeczek zegarowych
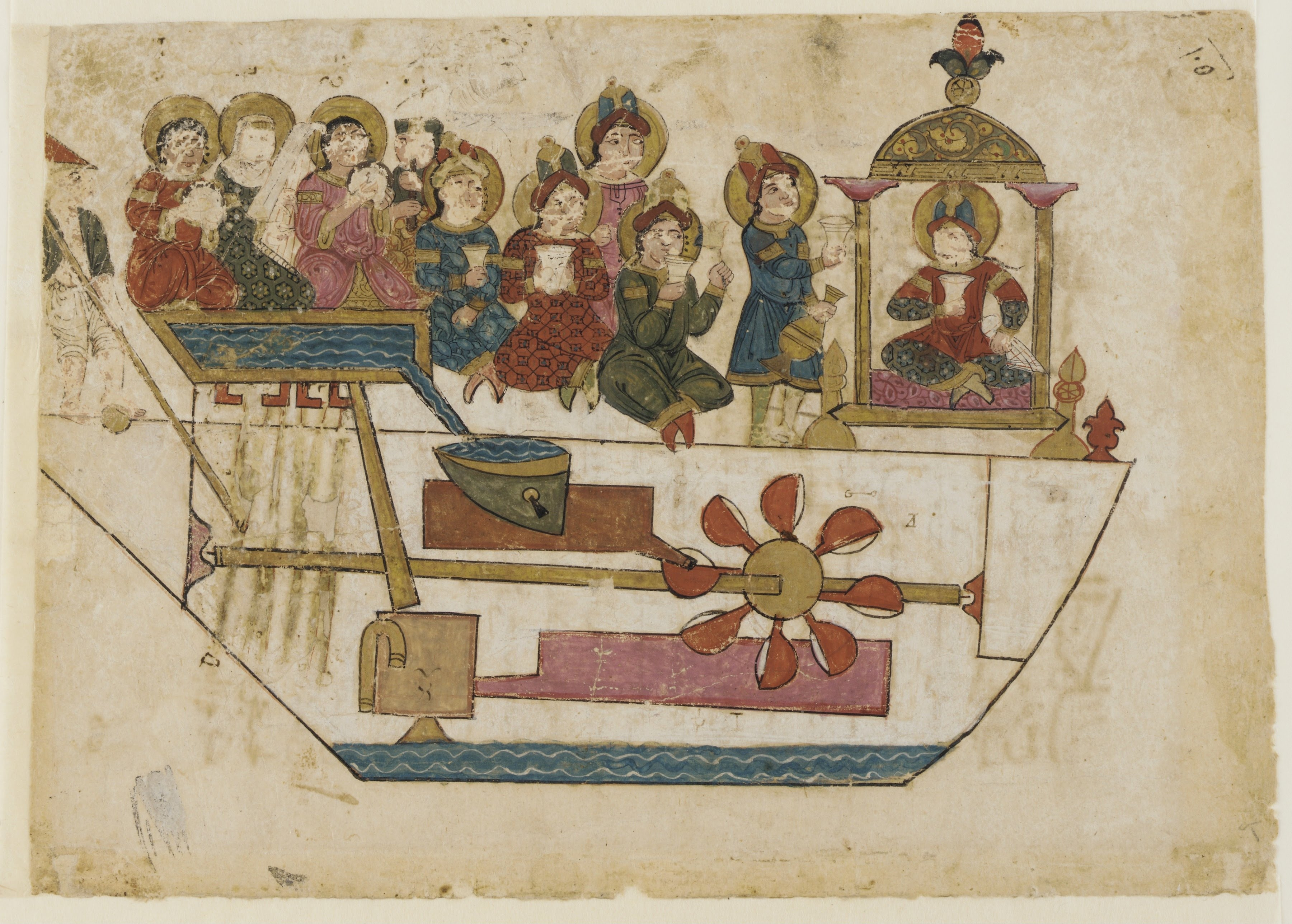
Maszyna grająca
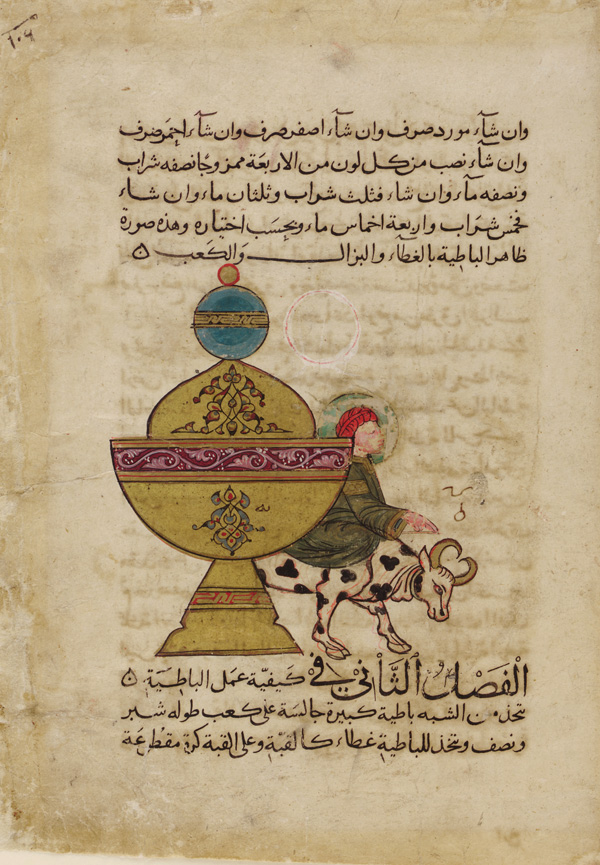
Automatyczny stół
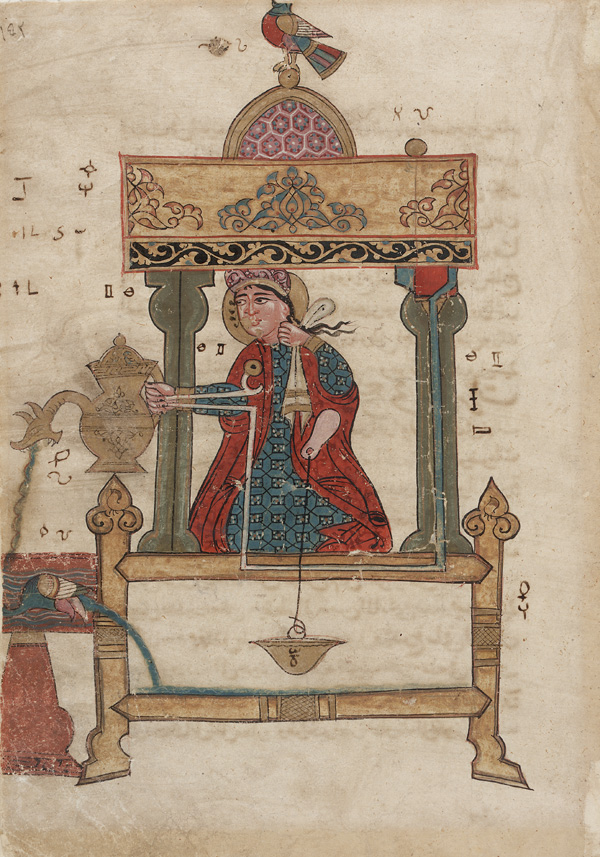
Automat do mycia rąk z mechanizmem spłukiwania
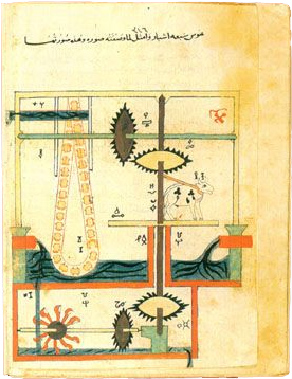
Pompy wodne
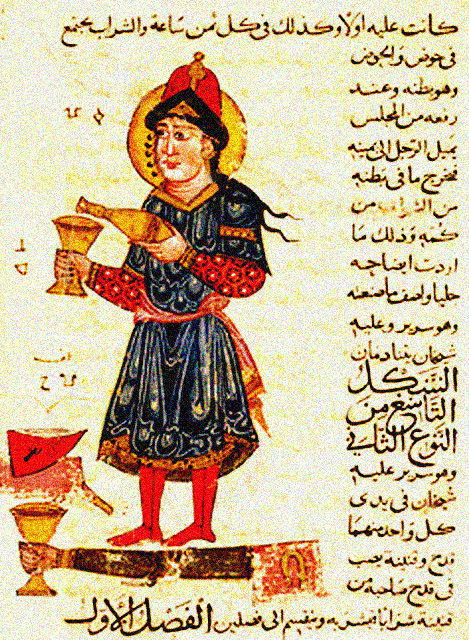
Nieznane urządzenie
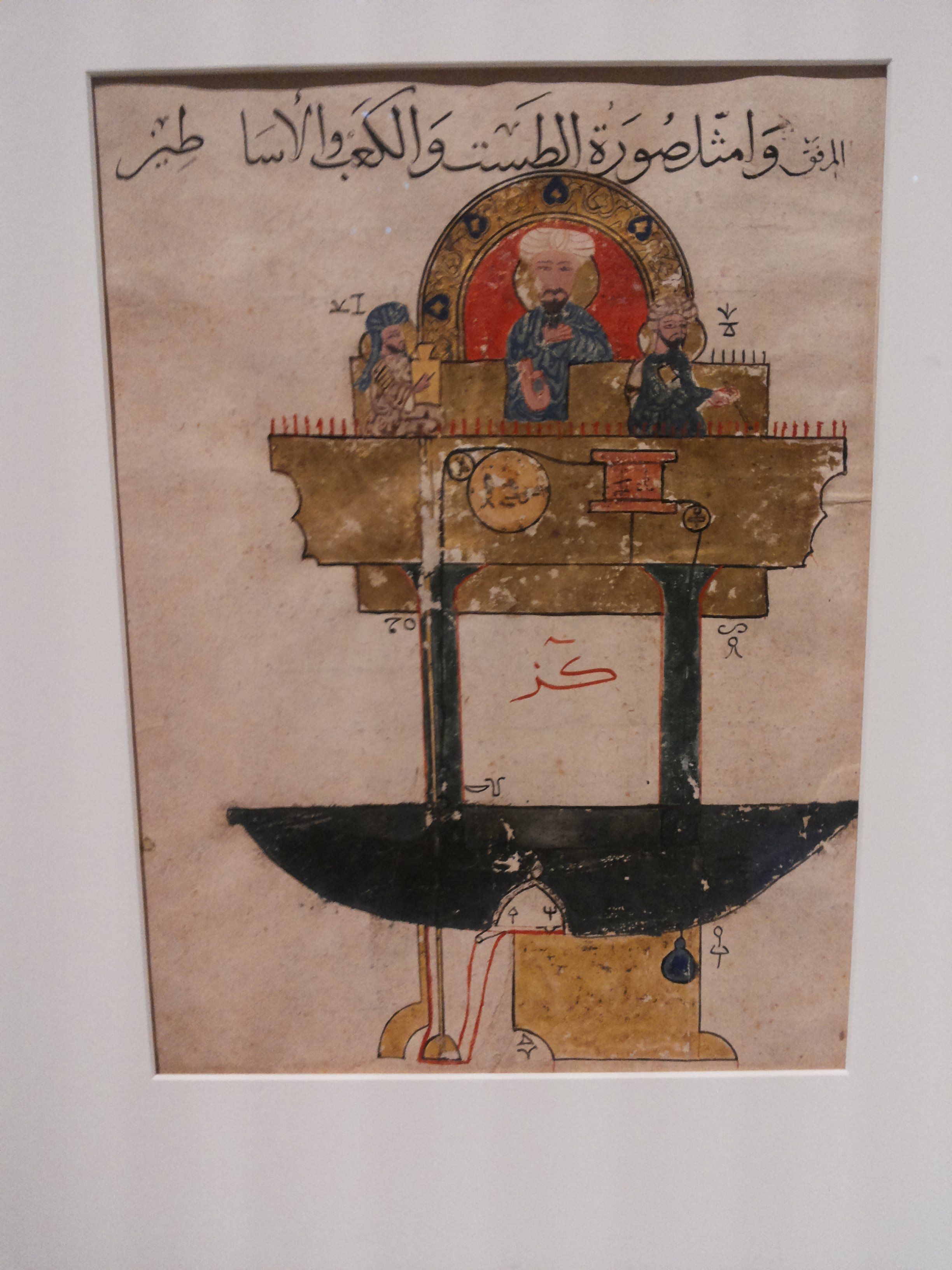
Szkic nieznanego urządzenia